# هیکوری هیلز (پنسیلوانیا)
هیکوری هیلز (به انگلیسی: Hickory Hills) یک منطقهٔ مسکونی در ایالات متحده آمریکا است که در شهرستان لوزرن، پنسیلوانیا واقع شده‌است. هیکوری هیلز ۳٫۶۶ کیلومتر مربع مساحت و ۵۶۲ نفر جمعیت دارد.